# 1986
1986. је била проста година.

## Догађаји

### Јануар
- 1. јануар — Шпанија и Португал су се прикључили Европској заједници.
- 19. јануар — Brain, први рачунарски вирус за персоналне рачунаре, почео да се шири.
- 24. јануар — Свемирска сонда Војаџер 2 је имала свој најближи сусрет са Ураном, на удаљености од око 81.500 km од планете.
- 28. јануар — У експлозији америчког васионског шатла „Чаленџер“, 72 секунде после лансирања из Кејп Каневерала, погинуло свих седам астронаута.

### Фебруар
- 7. фебруар — Председник Хаитија Жан Клод Дивалије побегао из земље и окончао 29-годишњу диктатуру породице Дивалије у тој карипској земљи.
- 9. фебруар — Халејева комета је стигла до свог перихела.
- 20. фебруар — СССР је лансирао први модул своје свемирске станице Мир.
- 25. фебруар — Филипински председник Фердинанд Маркос, поднео оставку под притиском побуњеног народа, војног врха, и уз подстицај САД које су дотада подржавале његову диктаторску владавину.
- 28. фебруар — У центру Стокхолма убијен премијер Шведске и лидер Социјалдемократске партије Улоф Палме.

### Март
- 2. март — Током пробних радова у другој ваљаоници избио пожар у Смедеревској железари, при чему су погинула 2 радника и начињена је велика материјална штета.
- 26. март — Чланак објављен у Њујорк тајмсу је оптужио Курта Валдхајма, бившег генералног секретара УН и кандидата за председника Аустрије, да је био умешан у нацистичке злочине у Другом светском рату.

### Април
- 5. април — У западноберлинској дискотеци, познатој по окупљању америчких војника, експлодирала је бомба која је усмртила троје, а повредила око 230 људи.
- 6. април — Председник Председништва СР Србије, Иван Стамболић, посетио Косово Поље и Приштину, где је разговарао са косовским Србима и покрајинским властима.
- 7. април — Пар стотина косовских Срба, због националних проблема на Косову дошло у Београд где их је примио члан Председништва СФРЈ, Лазар Мојсов.
- 15. април — Америчко ваздухопловство је бомбардовало Триполи и Бенгази у операцији Кањон Ел Дорадо, као одговор на подметање бомбе у Западном Берлину.
- 17. април — Британски новинар Џон Макарти је отет у Бејруту, а још троје је убијено као одмазда за бомбардовање Либије.
- 26. април — Експлодирао је четврти блок нуклеарне електране Чернобиљ изазвавши најтежу радиоактивну несрећу у историји.

### Мај
- 3. мај — Белгијска певачица Сандра Ким је победила на Песми Евровизије 1986. у Бергену са песмом J'aime la vie.
- 7. мај — Стеауа је освојила Куп европских шампиона победом у финалу над Барселоном после извођења једанаестераца.
- 15. мај — Синан Хасани изабран за председника Председништва СФРЈ.
- 23. мај — Опозиционе групе у Сомалији су покушале да искористе саобраћајну несрећу коју је доживео председник Сијад Баре да га уклоне, што је изазвало грађански рат.
- 25. мај — Најмање 5 милиона особа је направило људски ланац од Њујорка до Лонг Бича, покушавајући да скупе новац за решавање глади и бескућништва.

### Јун
- 8. јун — Бивши генерални секретар Уједињених нација Курт Валдхајм је изабран за председника Аустрије.
- 22. јун — Дијего Армандо Марадона је у четвртфиналу Светског првенства 1986. против Енглеске постигао гол руком и гол који је касније проглашен голом столећа.

### Јул
- 27. јул — Грег Лемонд је тријумфовао на Тур де Франсу 1986.

### Август
- 21. август — Лимничка ерупција облака угљен-диоксида из језера Њос у Камеруну усмртила је око 1700 особа и 3500 грла стоке у околним селима.
- 31. август — Совјетски путнички брод Адмирал Нахимов је потонуо у Црном мору после судара са теретним бродом Пјотр Васев, при чему су погинуле 423 особе.

### Септембар
- 7. септембар — Бискуп Дезмонд Туту постао је надбискуп Кејптауна у Јужној Африци као први црнац поглавар јужноафричких англиканаца.
- 24. септембар — Београдски дневни лист "Вечерње новости" објавио меморандум Српске академије наука и уметности, у коме је у неколико тачака оцењена политичка ситуација у тадашњој СФР Југославији.

### Октобар
- 1. октобар — Амерички председник Роналд Реган је потписао Голдвотер-Николсонов закон, којим је извршена највећа реорганизација оружаних снага САД од образовања Америчког ваздухопловства.

### Новембар
- 6. новембар — Александар Бељавски је победио шаховском турниру у Тилбургу.
- 22. новембар — Мајк Тајсон је победио Тревора Бербика у борби за светског првака у верзији Светског боксерског савета, поставши најмлађи боксерски првак у тешкој категорији.

### Децембар
- 19. децембар — Совјетски вођа Михаил Горбачов је ослободио Андреја Сахарова након четири године унутрашњег прогонства у Горком.

## Рођења

### Јануар
- 1. јануар — Глен Дејвис, амерички кошаркаш
- 1. јануар — Пабло Куевас, уругвајски тенисер[1]
- 3. јануар — Аса Акира, америчка порнографска глумица[2]
- 3. јануар — Никола Пековић, црногорски кошаркаш[3]
- 3. јануар — Нејц Печник, словеначки фудбалер[4]
- 4. јануар — Џејмс Милнер, енглески фудбалер[5]
- 4. јануар — Сје Су-веј, тенисерка из Кинеског Тајпеја[6]
- 6. јануар — Сергиј Стаховски, украјински тенисер[7]
- 6. јануар — Алекс Тарнер, енглески музичар и музички продуцент, најпознатији као фронтмен групе
- 6. јануар — Ирина Шејк, руски модел и глумица[8]
- 7. јануар — Вања Мијатовић, српска певачица
- 8. јануар — Давид Силва, шпански фудбалер[9]
- 8. јануар — Пенг Шуај, кинеска тенисерка[10]
- 14. јануар — Јоан Кабај, француски фудбалер[11]
- 19. јануар — Клаудио Маркизио, италијански фудбалер[12]
- 21. јануар — Мајк Тејлор, амерички кошаркаш[13]
- 23. јануар — Пабло Андухар, шпански тенисер[14]
- 24. јануар — Миша Бартон, америчко-енглеска глумица[15]
- 28. јануар — Тадија Драгићевић, српски кошаркаш[16]
- 29. јануар — Симон Вукчевић, црногорски фудбалер[17]
- 30. јануар — Лукас Биља, аргентински фудбалер[18]

### Фебруар
- 2. фебруар — Џема Артертон, енглеска глумица[19]
- 5. фебруар — Ведран Ћорлука, хрватски фудбалер[20]
- 6. фебруар — Дејн Дехан, амерички глумац[21]
- 7. фебруар — Џејмс Дин, амерички порнографски глумац и редитељ[22]
- 10. фебруар — Радамел Фалкао, колумбијски фудбалер[23]
- 10. фебруар — Виктор Троицки, српски тенисер[24]
- 13. фебруар — Џејми Мари, британски тенисер[25]
- 13. фебруар — Џејден Џејмс, америчка порнографска глумица[26]
- 22. фебруар — Роџон Рондо, амерички кошаркаш[27]
- 23. фебруар — Дајана Бутулија, српска кошаркашица[28]
- 23. фебруар — Тонио Сан, македонски репер српскога порекла
- 24. фебруар — Владимир Голубовић, црногорски кошаркаш[29]
- 26. фебруар — Тереза Палмер, аустралијска глумица, модел, продуценткиња и сценаристкиња[30]

### Март
- 8. март — Теодора Ристовски, српска глумица[31]
- 9. март — Душан Алимпијевић, српски кошаркашки тренер
- 9. март — Џејна Џордан, америчка порнографска глумица[32]
- 13. март — Мајкл Скот, амерички кошаркаш[33]
- 14. март — Џејми Бел, енглески глумац[34]
- 15. март — Џај Кортни, аустралијски глумац[35]
- 16. март — Александра Дадарио, америчка глумица[36]
- 17. март — Џереми Парго, амерички кошаркаш
- 17. март — Един Џеко, босанскохерцеговачки фудбалер
- 20. март — Руби Роуз, аустралијски модел
- 23. март — Андреа Довициозо, италијански мотоциклиста
- 25. март — Марко Белинели, италијански кошаркаш[37]
- 25. март — Кајл Лаури, амерички кошаркаш[38]
- 27. март — Мануел Нојер, немачки фудбалер
- 28. март — Лејди Гага, америчка музичарка и глумица[39]
- 28. март — Никола Петковић, српски фудбалер[40]
- 28. март — Барбора Стрицова, чешка тенисерка
- 30. март — Серхио Рамос, шпански фудбалер
- 31. март — Стеван Рељић, црногорски фудбалер[41]

### Април
- 1. април — Дејан Боровњак, српски кошаркаш
- 2. април — Ибрахим Афелај, холандски фудбалер[42]
- 3. април — Аманда Бајнс, америчка глумица[43]
- 3. април — Милена Ћеранић, српска певачица
- 4. април — Мохамед Авал Исах, гански фудбалер[44]
- 8. април — Игор Акинфејев, руски фудбалски голман[45]
- 9. април — Срђан Јовановић, српски фудбалски судија[46]
- 9. април — Лејтон Мистер, америчка глумица, музичарка и модел[47]
- 10. април — Фернандо Гаго, аргентински фудбалер[48]
- 10. април — Венсан Компани, белгијски фудбалер[49]
- 11. април — Предраг Самарџиски, македонски кошаркаш[50]
- 12. април — Марсел Гранољерс, шпански тенисер[51]
- 12. април — Блерим Џемаили, швајцарски фудбалер[52]
- 22. април — Амбер Херд, америчка глумица и манекенка[53]
- 24. април — Горан Гогић, српски фудбалер (прем. 2015)[54]
- 25. април — Хуан Себастијан Кабал, колумбијски тенисер[55]
- 25. април — Данијел Шарман, енглески глумац
- 27. април — Џена Колман, енглеска глумица[56]
- 27. април — Елена Ристеска, македонска певачица[57]
- 27. април — Динара Сафина, руска тенисерка[58]
- 28. април — Мартинас Поцјус, литвански кошаркаш
- 28. април — Кери Сејбл, америчка порнографска глумица[59]
- 30. април — Дајана Агрон, америчка глумица, певачица и плесачица[60]

### Мај
- 3. мај — Пом Клементиф, канадско-француска глумица и модел[61]
- 6. мај — Горан Драгић, словеначки кошаркаш[62]
- 6. мај — Арон Џексон, амерички кошаркаш[63]
- 7. мај — Ана Бебић, хрватска певачица
- 7. мај — Јевгениј Воронов, руски кошаркаш[64]
- 11. мај — Мигел Велосо, португалски фудбалер[65]
- 11. мај — Абу Дијаби, француски фудбалер
- 12. мај — Емили Ванкамп, канадска глумица
- 13. мај — Милан Алексић, српски ватерполиста[66]
- 13. мај — Лина Данам, америчка глумица, сценаристкиња, продуценткиња и редитељка[67]
- 13. мај — Роберт Патинсон, енглески глумац[68]
- 13. мај — Александар Рибак, белоруско-норвешки музичар и глумац[69]
- 14. мај — Миљан Ракић, српски кошаркаш[70]
- 15. мај — Нина Радуловић, српска ТВ водитељка и модел
- 16. мај — Меган Фокс, америчка глумица[71]
- 17. мај — Дамјан Рудеж, хрватски кошаркаш
- 18. мај — Кевин Андерсон, јужноафрички тенисер[72]
- 18. мај — Алексеј Жукањенко, руски кошаркаш[73]
- 20. мај — Рок Стипчевић, хрватски кошаркаш[74]
- 21. мај — Марио Манџукић, хрватски фудбалер[75]
- 23. мај — Борис Бакић, црногорски кошаркаш[76]
- 23. мај — Алекс Ренфро, америчко-босанскохерцеговачки кошаркаш[77]
- 28. мај — Брајант Данстон, америчко-јерменски кошаркаш[78]
- 28. мај — Отело Хантер, америчко-либеријски кошаркаш[79]
- 30. мај — Владимир Драгичевић, црногорски кошаркаш[80]
- 30. мај — Марко Симоновић, српски кошаркаш[81]
- 31. мај — Томас Фибел, француски фудбалер[82]

### Јун
- 3. јун — Сем Ван Росом, белгијски кошаркаш[83]
- 3. јун — Рафаел Надал, шпански тенисер[84]
- 3. јун — Ал Хорфорд, доминикански кошаркаш[85]
- 6. јун — Владимир Волков, црногорски фудбалер[86]
- 11. јун — Шаја Лабаф, амерички глумац, редитељ, сценариста и продуцент[87]
- 12. јун — Серхио Родригез, шпански кошаркаш[88]
- 13. јун — Кет Денингс, америчка глумица[89]
- 13. јун — Ешли Олсен, америчка глумица, продуценткиња и модна дизајнерка[90]
- 13. јун — Мери-Кејт Олсен, америчка глумица, продуценткиња и модна дизајнерка[91]
- 15. јун — Салах Межри, туниски кошаркаш[92]
- 15. јун — Стоја, америчка порнографска глумица[93]
- 16. јун — Артурас Милакнис, литвански кошаркаш[94]
- 16. јун — Жарко Шешум, српски рукометаш[95]
- 17. јун — Дамјан Рудеж, хрватски кошаркаш[96]
- 18. јун — Ришар Гаске, француски тенисер[97]
- 18. јун — Ричард Маден, шкотски глумац[98]
- 21. јун — Андреа Чинчарини, италијански кошаркаш[99]
- 24. јун — Соланж Ноулс, америчка музичарка, музичка продуценткиња, уметница перформанса и глумица[100]
- 24. јун — Бојана Стаменов, српска музичарка[101]
- 27. јун — Сем Клафлин, енглески глумац[102]
- 28. јун — Петар Ненадић, српски рукометаш[103]

### Јул
- 2. јул — Линдси Лоан, америчка глумица[104]
- 4. јул — Омер Ашик, турски кошаркаш[105]
- 4. јул — Индира Арадиновић Инди, српска певачица
- 8. јул — Сони Вимс, амерички кошаркаш
- 8. јул — Имани Роуз, америчка порнографска глумица[106]
- 16. јул — Тимофеј Мозгов, руски кошаркаш
- 21. јул — Џејсон Томпсон, амерички кошаркаш[107]
- 25. јул — Хулк, бразилски фудбалер[108]
- 28. јул — Семих Ерден, турски кошаркаш[109]

### Август
- 1. август — Јелена Веснина, руска тенисерка[110]
- 7. август — Алтаир Харабо, мексичка глумица[111]
- 8. август — Катерина Бондаренко, украјинска тенисерка
- 9. август — Роберт Кишерловски, хрватски бициклиста[112]
- 13. август — Станко Бараћ, хрватски кошаркаш
- 13. август — Немања Протић, српски кошаркаш[113]
- 15. август — Тијана Арнаутовић, канадско-српски модел
- 16. август — Одри Битони, америчка порнографска глумица[114]
- 17. август — Руди Геј, амерички кошаркаш[115]
- 18. август — Милица Јаневски, српска глумица[116]
- 19. август — Кристина Пери, америчка музичарка[117]
- 21. август — Јусејн Болт, јамајчански атлетичар[118]
- 22. август — Ендреј Блач, америчко-филипински кошаркаш[119]
- 22. август — Лејси Харт, америчка порнографска глумица[120]
- 23. август — Евандро Гоебел, бразилски фудбалер[121]
- 24. август — Марко Аврамовић, српски ватерполиста
- 27. август — Себастијан Курц, аустријски политичар
- 27. август — Марио, амерички музичар, глумац и модел[122]
- 28. август — Џеф Грин, амерички кошаркаш[123]
- 28. август — Арми Хамер, амерички глумац[124]
- 29. август — Леа Мишел, америчка глумица и певачица[125]
- 31. август — Едуардо де Фиори Мендес Каду, бразилски фудбалер[126]

### Септембар
- 1. септембар — Гаел Монфис, француски тенисер[127]
- 2. септембар — Стеван Феди, црногорски певач
- 2. септембар — Кајл Хајнс, амерички кошаркаш
- 6. септембар — Мантас Калнијетис, литвански кошаркаш
- 7. септембар — Денис Истомин, узбекистански тенисер[128]
- 8. септембар — Жоао Мотињо, португалски фудбалер[129]
- 11. септембар — Урош Трипковић, српски кошаркаш[130]
- 12. септембар — Еми Росум, америчка глумица и певачица[131]
- 15. септембар — Филип Ђурић, српски глумац
- 17. септембар — Софи, шкотска музичарка, музичка продуценткиња и ди-џеј (прем. 2021)[132]
- 18. септембар — Кили Хејзел, енглески модел, глумица и певачица
- 19. септембар — Анџелина Валентајн, америчка порнографска глумица[133]
- 21. септембар — Георге Симион, Румунски политичар
- 28. септембар — Андрес Гвардадо, мексички фудбалер[134]
- 29. септембар — Грега Жемља, словеначки тенисер[135]
- 30. септембар — Оливије Жиру, француски фудбалер[136]

### Октобар
- 2. октобар — Камила Бел, америчка глумица[137]
- 5. октобар — Владимир Богдановић, српски фудбалер[138]
- 5. октобар — Новица Величковић, српски кошаркаш[139]
- 5. октобар — Никита Курбанов, руски кошаркаш
- 10. октобар — Нејтан Џавај, аустралијски кошаркаш
- 16. октобар — Ина, румунска певачица
- 21. октобар — Милан Вилотић, српски фудбалер[140]
- 23. октобар — Бријана Евиган, америчка глумица, плесачица, музичарка и кореографкиња[141]
- 23. октобар — Емилија Кларк, енглеска глумица[142]
- 23. октобар — Јованка Радичевић, црногорска рукометашица
- 24. октобар — Дрејк, канадски музичар и глумац[143]
- 26. октобар — Џејмс Гист, амерички кошаркаш[144]
- 27. октобар — Лу Вилијамс, амерички кошаркаш[145]
- 27. октобар — Инбар Лави, израелска глумица
- 30. октобар — Томас Моргенштерн, аустријски ски-скакач[146]

### Новембар
- 2. новембар — Тијана Сретковић, српска певачица[147]
- 5. новембар — Јан Маинми, француски кошаркаш[148]
- 5. новембар — Каспер Шмејхел, дански фудбалски голман[149]
- 9. новембар — Данина Јефтић, српска глумица[150]
- 11. новембар — Сораја Вучелић, српска манекенка и фото-модел
- 11. новембар — Милена Вучић, српско-црногорска певачица
- 14. новембар — Данијела Пејџ, америчко-српска кошаркашица[151]
- 15. новембар — Винстон Дјук, амерички глумац[152]
- 15. новембар — Ричард Хендрикс, америчко-македонски кошаркаш
- 17. новембар — Манучар Маркоишвили, грузијски кошаркаш[153]
- 17. новембар — Нани, португалски фудбалер[154]
- 18. новембар — Џамар Јанг, амерички кошаркаш[155]
- 19. новембар — Урош Дувњак, српски кошаркаш[156]
- 19. новембар — Милан Смиљанић, српски фудбалер[157]
- 22. новембар — Зорана Аруновић, српска стрелкиња[158]
- 23. новембар — Иван Бандаловски, бугарски фудбалер[159]
- 25. новембар — Кејт Касиди, америчка глумица[160]
- 29. новембар — Катарина Димитријевић, српска глумица[161]
- 30. новембар — Џордан Фармар, амерички кошаркаш

### Децембар
- 8. децембар — Кејт Вогел, америчка музичарка и глумица
- 9. децембар — Арон Бејнс, аустралијски кошаркаш[162]
- 15. децембар — Кејлор Навас, костарикански фудбалски голман[163]
- 18. децембар — Андрија Стипановић, босанскохерцеговачки кошаркаш[164]
- 19. децембар — Рајан Бабел, холандски фудбалер[165]
- 22. децембар — Тијана Печенчић, српска глумица[166]
- 25. децембар — Горан Обрадовић, српски фудбалер (прем. 2021)[167]
- 26. децембар — Иго Лорис, француски фудбалски голман[168]
- 26. децембар — Кит Харингтон, енглески глумац и продуцент[169]
- 28. децембар — Том Хадлстон, енглески фудбалер[170]
- 30. децембар — Ели Голдинг, енглеска музичарка

## Смрти

### Јануар
- 4. јануар — Радован Зоговић, југословенски књижевник[171]
- 4. јануар — Фил Лајнот, ирски музичар[172]
- 24. јануар — Л. Рон Хабарт, амерички књижевник, оснивач сајентологије[173]
- 26. јануар — Бернар Лоржу, француски сликар (* 1908)

### Фебруар
- 4. фебруар — Бранко Пешић, бивши градоначелник Београда
- 11. фебруар — Френк Херберт, амерички књижевник (* 1920)[174]
- 28. фебруар — Улоф Палме, шведски политичар

### Март
- 4. март — Људмила Руденко, совјетска шахисткиња и светска шампионка (* 1904)
- 14. март — Бранко Павловић, професор филозофије Филозофског универзитета у Београду.
- 30. март — Џејмс Кегни, амерички глумац[175]

### Април
- 14. април — Симон де Бовоар, француска књижевница (* 1908)
- 17. април — Марсел Дасо, француски конструктор авиона
- 22. април — Мирча Елијаде, румунско-амерички историчар

### Мај
- 9. мај — Тензинг Норгај, непалски шерпас

### Јун
- 13. јун — Бени Гудман, амерички музичар[176]
- 14. јун — Димитрије Богдановић, српски историчар[177]
- 14. јун — Хорхе Луис Борхес, аргентински књижевник (* 1899)
- 24. јун — Мирослав Антић, српски песник (* 1932)[178]

### Јул
- 19. јул — Алфредо Бинда, италијански бициклиста (* 1902)
- 25. јул — Винсент Минели, амерички редитељ
- 26. јул — Ејверел Хариман, амерички дипломата

### Август
- 5. август — Химзо Половина, бошњачки музичар (* 1927)
- 31. август — Хенри Мур, енглески вајар[179]
- 31. август — Урхо Кеконен, фински политичар

### Септембар
- 10. септембар — Иван Крајачић, народни херој Југославије
- 25. септембар — Николај Сејмонов, руски физичар и хемичар (* 1896)[180]

### Октобар
- 1. октобар — Дражен Ричл, југословенски музичар (* 1962)
- 3. октобар — Данило Лекић, народни херој Југославије
- 31. октобар — Фелицин Верваке, белгијски бициклиста (* 1907)

### Новембар
- 8. новембар — Вјачеслав Молотов, совјетски политичар (* 1890)
- 18. новембар — Џија Каранџи, америчка манекенка
- 19. новембар — Коста Нађ, југословенски генерал и народни херој Југославије
- 29. новембар — Кери Грант, амерички глумац (* 1904)[181]

### Децембар
- 17. децембар — Анте Раштегорац, народни херој Југославије
- 28. децембар — Андреј Тарковски, руски режисер (* 1932)
- 29. децембар — Харолд Макмилан, британски политичар[182]

## Нобелове награде
- Физика — Ернст Руска, Герд Биниг и Хајнрих Рорер
- Хемија — Дадли Р. Хершбах, Јуан Т. Ли и Џон К. Полањи
- Медицина — Стенли Коен и Рита Леви-Монталћини
- Књижевност — Воле Сојинка
- Мир — Ели Визел
- Економија — Џејмс М. Бјукенан